# 스토니브룩 (뉴욕주)

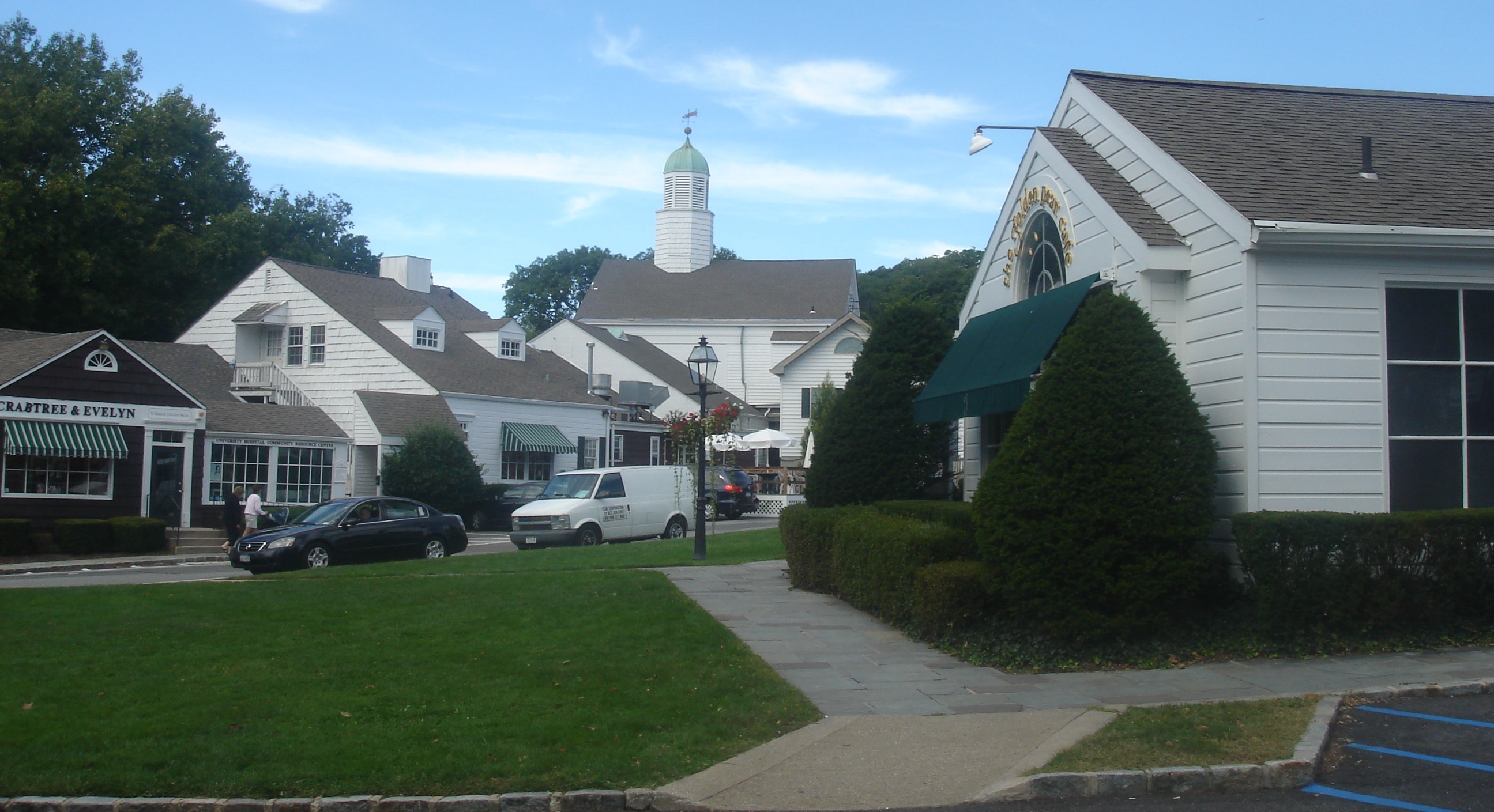
스토니브룩

스토니브룩(영어: Stony Brook)은 미국 뉴욕주의 도시로, 인구는 13,727명이다. 스토니브룩 대학교가 위치하고 있다.